# Amyttosa brevipennis
Amyttosa brevipennis är en insektsart som beskrevs av Max Beier 1967. Amyttosa brevipennis ingår i släktet Amyttosa och familjen vårtbitare. Inga underarter finns listade i Catalogue of Life.